# Brik (gastronomia)
Il brik o makrout (in arabo بريك‎?) è una pietanza tradizionale della Tunisia e dell'Algeria orientale e che si è poi diffusa nel Maghreb. La pietanza si è diffusa anche in Israele tra la comunità di origine ebraica tunisina.
Si tratta di una specie di dolce a forma di pantofola originaria del Maghreb, preparato con una sottilissima sfoglia omonima, a base di farina e di semola di grano, generalmente a forma di triangolo ripieno e fritto. L'uovo brik è la varietà più comune. Spesso è farcito con un uovo crudo e erbe o tonno, harissa e olive e a volte è servito in una pita. Questo è anche noto come boreeka. È diffuso nell'Algeria orientale soprattutto nelle città di Annaba e Costantina.
La pasta brik si prepara schiaffeggiando un grumo appiccicoso di pasta su una superficie antiaderente calda in cerchi sovrapposti per ottenere la dimensione desiderata e si cuoce per un breve lasso di tempo. I fogli di pasta brik sono chiamati malsouka o warka. I ripieni tipici includono tonno, carne macinata, uova crude, pollo o acciughe guarnite con harissa, capperi o formaggio.

## Varianti regionali e preparazione
Sebbene le origini del cibo siano difficili da rintracciare direttamente, risale ad almeno 500 anni fa. Oltre alle sue origini poco chiare, non è nemmeno noto a nome singolare; in tutto il Medio Oriente, ancora oggi, il cibo popolare può essere chiamato bric, börek, burek, warqa o malsouka. Gli ingredienti comuni in ogni brik, indipendentemente da come viene chiamato, includono la crosta di pasta fritta e le proteine (come tonno o uova) racchiuse nell'involucro, come il comune spin francese noto come brik a l'oeuf.
Per preparare un classico brik tunisino, si deve piegare la pasta esterna in forme triangolari, riempire l'involucro con gli ingredienti misti e poi scaldarli in una padella per due o tre minuti su ciascun lato.

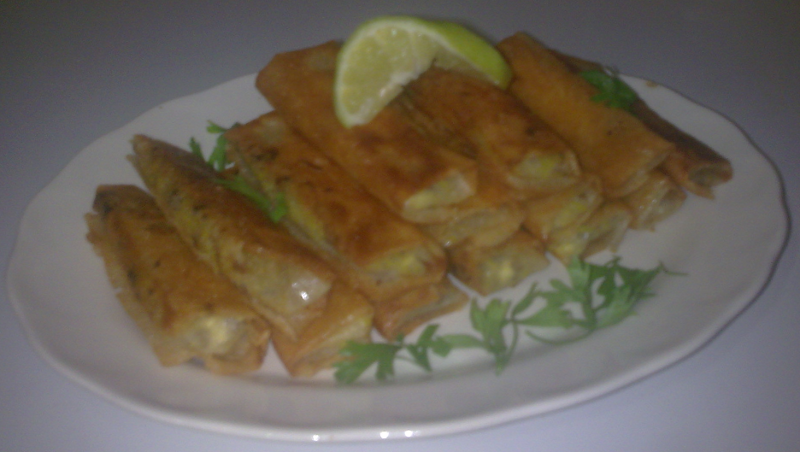
Bourak di forma allungata proveniente dall'Algeria

Il brik o bourek dell'Algeria è una sorta di sfoglia di pasta sfoglia triangolare o allungata. Il Bourak si serve come antipasto, se ripieno di carne macinata e verdure.
L'impasto dei brik è composto da un impasto di metà farina, metà di semola di grano tenero, acqua tiepida e sale. Si impasta il tutto fino ad ottenere un impasto quasi liquido (meno liquido dell'impasto delle frittelle) lasciato riposare per due-tre ore. La pasta viene nuovamente impastata e applicata con un pennello su una piastra o padella calda. Questo impasto può essere conservato in frigorifero per tre o quattro giorni e si congela bene.
A differenza della foglia fillo, la sfoglia brik può essere farcita in tutti i modi possibili in piatti salati o dolci compresi i brik di tonno, con panna, con uova, con carne macinata, con pollo, con capperi, con harissa o formaggio. Anche i samoussas indiani, i pastillas così come i briouates marocchini sono ricoperti di foglie di brik.
L'impasto è composto da una miscela di semola di grano, acqua tiepida e sale, la quale viene impastata fino ad ottenere un composto quasi liquido lasciato riposare per due o tre ore.
L'impasto steso può accompagnare le farciture più disparate. In Tunisia sono diffusi impasti salati, in particolare quello a base di uova accompagnato da tonno, cipolle, harissa e prezzemolo.
In Marocco sono diffuse le briouat che comprendono una farcitura dolce a base di mandorle.